# Law and Order (álbum)
Law and Order é o álbum de estreia do cantor e compositor Lindsey Buckingham, conhecido como vocalista do Fleetwood Mac, lançado pela Warner Bros. Records em outubro de 1981.
Lindsey ficou responsável pela produção musical e pela execução de todos os instrumentos na maioria das faixas. O baterista Mick Fleetwood participa em "Trouble", enquanto a tecladista Christine McVie faz backings em "Shadow of the West".

## Faixas
1. "Bwana" (Buckingham) - 3:08
2. "Trouble" (Buckingham) - 3:56
3. "Mary Lee Jones" (Buckingham) - 3:15
4. "I'll Tell You Now" (Buckingham) - 4:21
5. "It Was I" (Paxton) - 2:39
6. "September Song" (Anderson, Weill) - 3:17
7. "Shadow Of The West" (Buckingham) - 3:59
8. "That's How We Do It In L.A." (Buckingham) - 2:53
9. "Johnny Stew" (Buckingham) - 3:09
10. "Love From Here, Love From There" (Buckingham) - 2:50
11. "A Satisfied Mind" (Hayes, Rhodes) - 2:49